# Термінал ЗПГ Дакар
Термінал ЗПГ Дакар – інфраструктурний комплекс для прийому зрідженого природного газу (ЗПГ) у Сенегалі. 
У 21 столітті поблизу узбережжя Сенегалу відкрили великі запаси блакитного палива (родовища Західне Тортуа, Ахмейім та інші) і на початку 2020-х узялись за проект заводу з виробництва зрідженого газу (ЗПГ). Також передбачалось, що частина ресурсу буде використовуватись для забезпечення внутрішніх потреб. Втім, дефіцит електроенергії вимагав якнайшвидшої появи нових потужностей, що призвело до рішення про імпорт ЗПГ. Враховуючи тимчасовий характер проекту, обрали варіант плавучого регазифікаційного терміналу, який до того ж потребував менше капітальних інвестицій та часу на створення. 
На підході до порту Дакару, приблизно посередині між південним пірсом та островом Île de Gorée, облаштували швартовий вузол для плавучої установки зі зберігання та регазифікації ЗПГ. Звідси прокладений трубопровід, який перетинає підхідний канал порту та прямує до одного з пірсів в його глибині, де ошвартована плавуча теплова електростанція Ayşegül Sultan.  Відстань по прямій між установкою з регазифікації та ТЕС становить біля 3 км. 
В червні 2021-го до Дакару прибула плавуча установка зі зберігання та регазифікації KARMOL LNGT Powership Africa, яка здатна видавати від 0,4 до 8,5 млн м3 блакитного палива на добу та має резервуари об’ємом 125470 м3. Її поява дозволила перевести Ayşegül Sultan з використання нафтопродуктів на блакитне паливо.